# Karravaarri
Karravaarri är ett berg i Finland. Det ligger i Enontekis i landskapet Lappland, i den norra delen av landet, 1 000 km norr om huvudstaden Helsingfors. Toppen på Karravaarri är 653 meter över havet, eller 107 meter över den omgivande terrängen. Bredden vid basen är 2,2 km.
Terrängen runt Karravaarri är platt åt sydväst, men åt nordost är den kuperad.  Trakten runt Karravaarri är nära nog obefolkad, med mindre än två invånare per kvadratkilometer. Det finns inga samhällen i närheten. Omgivningarna runt Karravaarri är i huvudsak ett öppet busklandskap.